# John Elson Mkangala
John Elson Mkangala (ur. 25 grudnia 1962) – malawijski bokser wagi lekkiej, olimpijczyk.
Reprezentował swój kraj w boksie na Letnich Igrzyskach Olimpijskich 1988, zajmując 17. miejsce.